# Ganglij
Ganglij (lat. ganglion) je skup tijela živčanih stanica, koja oblikuju strukture nalik na čvorove. Oni su pridodati autonomnom živčanom sustavu, pojedinim moždanim i svim kralježničnim živcima. Na osnovu morfoloških i funkcionalnih karakteristika, gangliji se dijele na senzitivne i vegetativne (autonomne).
Senzitivni gangliji kralježničnih živaca (lat. ganglion sensorium nervi spinalis) su smješteni u njihovim stražnjim korijenima, odnosno u blizini mjesta spajanja prednjih i stražnjih korjenova kičmenih živaca. Stanice spinalnih senzitivnih ganglija imaju samo jedan nastavak, koji se dijeli na centralni i periferni produžetak. Postoje dva tipa ovih stanica i nastavaka: opći somatski i opći visceralni.
Senzitivni gangliji moždanih živaca (lat. ganglion sensorium nervi cranialis) su slični prethodnim s izuzetkom ganglija tubofaringealnog živca koji sadrže bipolarne živčane stanice. Pored ovog živca, senzitivni gangliji su pridodati i drugim kranijalnim živcima: trigeminalni ganglij za trigeminalni živac, koljenasti ganglij za facijalni živac, gornji i donji ganglij za jezično-ždrijelni živac, te donji i gornji ganglij za deseti moždani živac (nervus vagus, živac lutalica).
Vegetativni gangliji (lat. ganglion autonomicum) imaju građu identičnu senzitivnim ganglijima, ali su im živčane stanice multipolarne, tj. sadrže veliki broj nastavaka. Vegetativni gangliji se dijele na simpatičke i parasimpatičke.